# Resolution 15 des UN-Sicherheitsrates
Die Resolution 15 des UN-Sicherheitsrates ist eine Resolution, die der Sicherheitsrat der Vereinten Nationen in der 87. Sitzung am 19. Dezember 1946 einstimmig beschloss. Sie beschäftigte sich mit der „griechischen Frage“ (Gemeint sind die internationalen Auswirkungen des Griechischen Bürgerkriegs). Konkret setzte er eine Kommission mit umfassenden Ermittlungsbefugnissen ein, die die Situation untersuchen und Vorschläge unterbreiten sollte.

## Hintergrund
Die Sowjetunion brachte „die griechische Frage“ erstmals im Januar 1946 zur Sprache, als erste Beschuldigungen gegen britische Truppen laut wurden. Deren Einmischung in Griechenland führte zu Problemen mit anderen Staaten der Region.
Der Griechische Bürgerkrieg eskalierte im März 1946 im Vorfeld von Parlamentswahlen. Es handelte sich dabei um den Konflikt zwischen der linken Volksfront bzw. deren Demokratischer Armee Griechenlands (DSE) und der konservativen griechischen Regierung, welche zum Zeitpunkt der Resolution von Großbritannien unterstützt wurde. Die Unterstützung der griechischen Armee erfolgte aktiv militärisch und waffentechnisch; ein direktes Eingreifen der britischen Truppen fand aber nicht statt. Auf der anderen Seite erhielt die DSE im Rahmen der Komintern logistische Unterstützung aus Albanien und Jugoslawien. Beide Länder boten mit ausdrücklicher Billigung ihrer Regierungen den DSE-Rebellen einen Rückzugs- und Ausbildungsraum.
Am 10. Dezember ermöglichte der Sicherheitsrat in der Resolution 12 den Regierungen Griechenlands und Jugoslawiens eine Teilnahme an der Diskussion. Albanien und Bulgarien durften Erklärungen zur Sache abgeben und sollten unter Umständen ebenfalls an der Diskussion im Sicherheitsrat teilnehmen.

## Inhalt
Der Sicherheitsrat bestätigte den Erhalt der Erklärungen der griechischen, jugoslawischen, albanischen und bulgarischen Regierung zu den Bedingungen an der Grenze zwischen Griechenland auf der einen und Albanien, Jugoslawien und Bulgarien auf der anderen Seite. Der Sicherheitsrat vertrat die Ansicht, dass nähere Untersuchungen nötig seien, bevor Entscheidungen getroffen werden konnten.
Der Sicherheitsrat setzte eine Untersuchungskommission nach Artikel 34 der Charta der Vereinten Nationen ein, deren Auftrag aus der Feststellung aller Fakten zu den angezeigten Grenzverletzungen bestand. Die Kommission sollte aus je einem Repräsentanten jedes Staats bestehen, der im Jahre 1947 voraussichtlich einen Sicherheitsratssitz innehaben sollte. Sie sollte bis zum 15. Januar 1947 in der Region eintreffen und den Sicherheitsrat zum frühestmöglichen Zeitpunkt ihren Bericht vorlegen. Falls gewünscht sollten auch Zwischenberichte eingereicht werden.
Die Kommission hatte das Recht auf dem Gebiet aller beteiligten Staaten Ermittlungen anzustellen. Außerdem durfte sie auf alle Regierungsorgane und sonstige für die Aufklärung als nötig empfundene Quellen zugreifen. Der Sicherheitsrat forderte Generalsekretär Trygve Lie auf, die entsprechenden staatlichen Stellen zu informieren.
Jedes Mitglied der Kommission hatte das Recht einen Beraterstab zusammenzusetzen. Außerdem sollte der Generalsekretär zusätzlich für passendes Personal und Unterstützung sorgen.
Jeweils ein Repräsentant von Griechenland, Albanien, Jugoslawien und Bulgarien sollte eingeladen werden, der Kommission zu assistieren.
Die Kommission wurde aufgefordert Vorschläge zu entwickeln, um eine Wiederholung der Grenzvorfälle zu vermeiden.